# Lista najbogatszych ludzi świata magazynu Forbes
Lista najbogatszych ludzi świata magazynu Forbes, po angielsku The World’s Billionaires, jest przygotowywana co roku przez amerykański magazyn ekonomiczny Forbes. Na liście znajdują się osoby z całego świata, których majątek jest szacowany na co najmniej 1 miliard dolarów. Z powodów trudnego do oszacowania majątku osobistego, a w szczególności od rozdzielenia go z majątkiem państwowym, w zestawieniu nie są brane pod uwagę głowy państw oraz członkowie rodzin królewskich.
Lista ukazuje się także w polskiej wersji, jest publikowana przez magazyn Forbes, wydawany w Polsce przez wydawnictwo Axel Springer Polska. Przez polską edycję magazynu opracowana jest także lista najbogatszych Polaków, która jest publikowana w tym samym numerze, co lista światowa.

## Dziesięciu najbogatszych ludzi świata (2024)[1]
| Pozycja | Pozycja w 2023 | Imię i nazwisko           | Majątek (mld USD) | Państwo               | Branża i/lub przedsiębiorstwo |
| ------- | -------------- | ------------------------- | ----------------- | --------------------- | ----------------------------- |
| 1       | 1              | Bernard Arnault z rodziną | 233               | Francja               | LVMH                          |
| 2       | 2              | Elon Musk                 | 195               | Stany Zjednoczone/RPA | Tesla, SpaceX                 |
| 3       | 3              | Jeff Bezos                | 194               | Stany Zjednoczone     | Amazon.com                    |
| 4       |                | Mark Zuckerberg           | 177               | Stany Zjednoczone     | Facebook                      |
| 5       | 4              | Larry Ellison             | 141               | Stany Zjednoczone     | Oracle                        |
| 6`      | 5              | Warren Buffett            | 133               | Stany Zjednoczone     | Berkshire Hathaway            |
| 7       | 6              | Bill Gates                | 128               | Stany Zjednoczone     | Microsoft                     |
| 8       | 10             | Steve Ballmer             | 121               | Stany Zjednoczone     | Microsoft                     |
| 9       | 9              | Mukesh Ambani             | 116               | Indie                 | Reliance Industries           |
| 10      |                | Larry Page                | 114               | Stany Zjednoczone     | Google                        |

## Dziesięciu najbogatszych ludzi świata (2023)[2]
| Pozycja | Pozycja w 2022 | Imię i nazwisko            | Majątek (mld USD) | Państwo           | Branża i/lub przedsiębiorstwo      |
| ------- | -------------- | -------------------------- | ----------------- | ----------------- | ---------------------------------- |
| 1       | 3              | Bernard Arnault z rodziną  | 211               | Francja           | LVMH                               |
| 2       | 1              | Elon Musk                  | 180               | Stany Zjednoczone | Tesla, SpaceX                      |
| 3       | 2              | Jeff Bezos                 | 114               | Stany Zjednoczone | Amazon.com                         |
| 4       | 8              | Larry Ellison              | 107               | Stany Zjednoczone | Oracle                             |
| 5       | 5              | Warren Buffett             | 106               | Stany Zjednoczone | Berkshire Hathaway                 |
| 6       | 4              | Bill Gates                 | 104               | Stany Zjednoczone | Microsoft                          |
| 7       |                | Michael Bloomberg          | 94,5              | Stany Zjednoczone | Bloomberg LP                       |
| 8       |                | Carlos Slim Helú z rodziną | 93                | Meksyk            | Telmex, América Móvil, Grupo Carso |
| 9       | 10             | Mukesh Ambani              | 83,4              | Indie             | Reliance Industries                |
| 10      | 9              | Steve Ballmer              | 80,7              | Stany Zjednoczone | Microsoft                          |

## Dziesięciu najbogatszych ludzi świata (2022)[3]
| Pozycja | Pozycja w 2021 | Imię i nazwisko           | Majątek (mld USD) | Państwo                 | Branża i/lub przedsiębiorstwo |
| ------- | -------------- | ------------------------- | ----------------- | ----------------------- | ----------------------------- |
| 1       | 2              | Elon Musk                 | 219               | Stany Zjednoczone/RPA   | Tesla, SpaceX                 |
| 2       | 1              | Jeff Bezos                | 171               | Stany Zjednoczone       | Amazon.com                    |
| 3       | 3              | Bernard Arnault z rodziną | 158               | Francja                 | LVMH                          |
| 4       | 4              | Bill Gates                | 129               | Stany Zjednoczone       | Microsoft                     |
| 5       | 6              | Warren Buffett            | 118               | Stany Zjednoczone       | Berkshire Hathaway            |
| 6       | 8              | Larry Page                | 111               | Stany Zjednoczone       | Alphabet, Google              |
| 7       | 9              | Sergey Brin               | 107               | Stany Zjednoczone/Rosja | Alphabet, Google              |
| 8       | 7              | Larry Ellison             | 106               | Stany Zjednoczone       | Oracle Corporation            |
| 9       | 14             | Steve Ballmer             | 91,4              | Stany Zjednoczone       | Microsoft                     |
| 10      | 10             | Mukesh Ambani             | 90,7              | Indie                   | Reliance Industries           |

## Dziesięciu najbogatszych ludzi świata (2021)[4]
| Pozycja | Pozycja w 2020 | Imię i nazwisko           | Majątek (mld USD) | Państwo                 | Branża i/lub przedsiębiorstwo |
| ------- | -------------- | ------------------------- | ----------------- | ----------------------- | ----------------------------- |
| 1       | 1              | Jeff Bezos                | 177               | Stany Zjednoczone       | Amazon.com                    |
| 2       | 31             | Elon Musk                 | 151               | Stany Zjednoczone/RPA   | Tesla, SpaceX                 |
| 3       | 3              | Bernard Arnault z rodziną | 150               | Francja                 | LVMH                          |
| 4       | 2              | Bill Gates                | 124               | Stany Zjednoczone       | Microsoft                     |
| 5       | 7              | Mark Zuckerberg           | 97                | Stany Zjednoczone       | Facebook                      |
| 6       | 4              | Warren Buffett            | 96                | Stany Zjednoczone       | Berkshire Hathaway            |
| 7       | 5              | Larry Ellison             | 93                | Stany Zjednoczone       | Oracle Corporation            |
| 8       | 13             | Larry Page                | 91,5              | Stany Zjednoczone       | Alphabet, Google              |
| 9       | 14             | Sergey Brin               | 89                | Stany Zjednoczone/Rosja | Alphabet, Google              |
| 10      | 21             | Mukesh Ambani             | 84,5              | Indie                   | Reliance Industries           |

## Dziesięciu najbogatszych ludzi świata (2020)[5]
| Pozycja | Pozycja w 2019 | Imię i nazwisko           | Majątek (mld USD) | Państwo           | Branża i/lub przedsiębiorstwo            |
| ------- | -------------- | ------------------------- | ----------------- | ----------------- | ---------------------------------------- |
| 1       | 1              | Jeff Bezos                | 113               | Stany Zjednoczone | Amazon                                   |
| 2       | 2              | Bill Gates                | 98                | Stany Zjednoczone | technika informatyczna (Microsoft)       |
| 3       | 4              | Bernard Arnault z rodziną | 76                | Francja           | LVMH                                     |
| 4       | 3              | Warren Buffett            | 67,5              | Stany Zjednoczone | inwestycje giełdowe (Berkshire Hathaway) |
| 5       | 7              | Larry Ellison             | 59                | Stany Zjednoczone | Oracle                                   |
| 6       | 6              | Amancio Ortega            | 55,1              | Hiszpania         | Inditex, Zara                            |
| 7       | 8              | Mark Zuckerberg           | 54,7              | Stany Zjednoczone | Facebook                                 |
| 8       |                | Jim Walton                | 54,6              | Stany Zjednoczone | Walmart                                  |
| 9       |                | Alice Walton              | 54,6              | Stany Zjednoczone | Walmart                                  |
| 10      |                | S. Robson Walton          | 54,1              | Stany Zjednoczone | Walmart                                  |

## Dziesięciu najbogatszych ludzi świata (2019)[6]
| Pozycja | Pozycja w 2018 | Imię i nazwisko   | Majątek (mld USD) | Państwo           | Branża i/lub przedsiębiorstwo            |
| ------- | -------------- | ----------------- | ----------------- | ----------------- | ---------------------------------------- |
| 1       | 1              | Jeff Bezos        | 131               | Stany Zjednoczone | Amazon                                   |
| 2       | 2              | Bill Gates        | 96,5              | Stany Zjednoczone | technika informatyczna (Microsoft)       |
| 3       | 3              | Warren Buffett    | 82,5              | Stany Zjednoczone | inwestycje giełdowe (Berkshire Hathaway) |
| 4       | 4              | Bernard Arnault   | 76                | Francja           | LVMH                                     |
| 5       | 7              | Carlos Slim Helú  | 64                | Meksyk            | telekomunikacja                          |
| 6       | 6              | Amancio Ortega    | 62,7              | Hiszpania         | Inditex, Zara                            |
| 7       | 10             | Larry Ellison     | 62,5              | Stany Zjednoczone | Oracle                                   |
| 8       | 5              | Mark Zuckerberg   | 62                | Stany Zjednoczone | Facebook                                 |
| 9       |                | Michael Bloomberg | 55,5              | Stany Zjednoczone | Bloomberg LP                             |
| 10      |                | Larry Page        | 50,8              | Stany Zjednoczone | Google                                   |

## Dziesięciu najbogatszych ludzi świata (2018)[7]
| Pozycja | Pozycja w 2017 | Imię i nazwisko  | Majątek (mld USD) | Państwo           | Branża i/lub przedsiębiorstwo            |
| ------- | -------------- | ---------------- | ----------------- | ----------------- | ---------------------------------------- |
| 1       | 3              | Jeff Bezos       | 112               | Stany Zjednoczone | Amazon                                   |
| 2       | 1              | Bill Gates       | 90                | Stany Zjednoczone | technika informatyczna (Microsoft)       |
| 3       | 2              | Warren Buffett   | 84                | Stany Zjednoczone | inwestycje giełdowe (Berkshire Hathaway) |
| 4       | 11             | Bernard Arnault  | 72                | Francja           | LVMH                                     |
| 5       | 5              | Mark Zuckerberg  | 71                | Stany Zjednoczone | Facebook                                 |
| 6       | 4              | Amancio Ortega   | 70                | Hiszpania         | Inditex, Zara                            |
| 7       | 6              | Carlos Slim Helú | 67,1              | Meksyk            | telekomunikacja                          |
| 8       | 8              | Charles Koch     | 60                | Stany Zjednoczone | Koch Industries                          |
| 8       | 8              | David Koch       | 60                | Stany Zjednoczone | Koch Industries                          |
| 10      | 7              | Larry Ellison    | 58,5              | Stany Zjednoczone | Oracle                                   |

## Dziesięciu najbogatszych ludzi świata (2017)[8]
| Pozycja | Pozycja w 2016 | Imię i nazwisko   | Majątek (mld USD) | Państwo           | Branża i/lub przedsiębiorstwo            |
| ------- | -------------- | ----------------- | ----------------- | ----------------- | ---------------------------------------- |
| 1       | 1              | Bill Gates        | 86                | Stany Zjednoczone | technika informatyczna (Microsoft)       |
| 2       | 3              | Warren Buffett    | 75,6              | Stany Zjednoczone | inwestycje giełdowe (Berkshire Hathaway) |
| 3       | 5              | Jeff Bezos        | 72,8              | Stany Zjednoczone | Amazon                                   |
| 4       | 2              | Amancio Ortega    | 71,3              | Hiszpania         | branża odzieżowa (Zara)                  |
| 5       | 5              | Mark Zuckerberg   | 56                | Stany Zjednoczone | Facebook                                 |
| 6       | 7              | Carlos Slim Helú  | 54,5              | Meksyk            | telekomunikacja                          |
| 7       | 10             | Larry Ellison     | 52,2              | Stany Zjednoczone | Oracle                                   |
| 8       | 8              | Charles Koch      | 48,3              | Stany Zjednoczone | Koch Industries                          |
| 8       | 8              | David Koch        | 48,3              | Stany Zjednoczone | Koch Industries                          |
| 10      | 8              | Michael Bloomberg | 47,5              | Stany Zjednoczone | Bloomberg LP                             |

## Dziesięciu najbogatszych ludzi świata (2016)[9]
| Pozycja | Pozycja w 2015 | Imię i nazwisko   | Majątek (mld USD) | Państwo           | Branża i/lub przedsiębiorstwo            |
| ------- | -------------- | ----------------- | ----------------- | ----------------- | ---------------------------------------- |
| 1       | 1              | Bill Gates        | 75                | Stany Zjednoczone | technika informatyczna (Microsoft)       |
| 2       | 4              | Amancio Ortega    | 67                | Hiszpania         | Inditex, Zara                            |
| 3       | 3              | Warren Buffett    | 70                | Stany Zjednoczone | inwestycje giełdowe (Berkshire Hathaway) |
| 4       | 2              | Carlos Slim Helú  | 50                | Meksyk            | Telecom                                  |
| 5       | 15             | Jeff Bezos        | 45,2              | Stany Zjednoczone | Amazon                                   |
| 6       | 16             | Mark Zuckerberg   | 44,6              | Stany Zjednoczone | Facebook                                 |
| 7       | 5              | Larry Ellison     | 43,6              | Stany Zjednoczone | Oracle                                   |
| 8       | 14             | Michael Bloomberg | 40                | Stany Zjednoczone | Bloomberg LP                             |
| 9       | 6              | David Koch        | 39,6              | Stany Zjednoczone | zdywersyfikowane                         |
| 9       | 6              | Charles Koch      | 39,6              | Stany Zjednoczone | zdywersyfikowane                         |

## Dziesięciu najbogatszych ludzi świata (2013)[10]
| Pozycja | Imię i nazwisko                  | Majątek (mld USD) | Państwo           | Branża/przedsiębiorstwo                     |
| ------- | -------------------------------- | ----------------- | ----------------- | ------------------------------------------- |
| 1       | Carlos Slim Helú, wraz z rodziną | 73                | Meksyk            | telekomunikacja (Telmex)                    |
| 2       | Bill Gates                       | 67                | Stany Zjednoczone | technika informatyczna (Microsoft)          |
| 3       | Amancio Ortega                   | 57                | Hiszpania         | branża odzieżowa (Zara)                     |
| 4       | Warren Buffett                   | 53,5              | Stany Zjednoczone | inwestycje giełdowe (Berkshire Hathaway)    |
| 5       | Larry Ellison                    | 43                | Stany Zjednoczone | technika informatyczna (Oracle)             |
| 6       | Charles Koch                     | 34                | Stany Zjednoczone | różne                                       |
| 6       | David Koch                       | 34                | Stany Zjednoczone | różne                                       |
| 8       | Li Ka-shing                      | 31                | Hongkong i Chiny  | różne                                       |
| 9       | Liliane Bettencourt z rodziną    | 30                | Francja           | przemysł kosmetyczny (L’Oreal)              |
| 10      | Bernard Arnault z rodziną        | 29                | Francja           | dobra luksusowe (LVMH, m.in. Louis Vuitton) |